# Copa Mundial de Fútbol de 1954

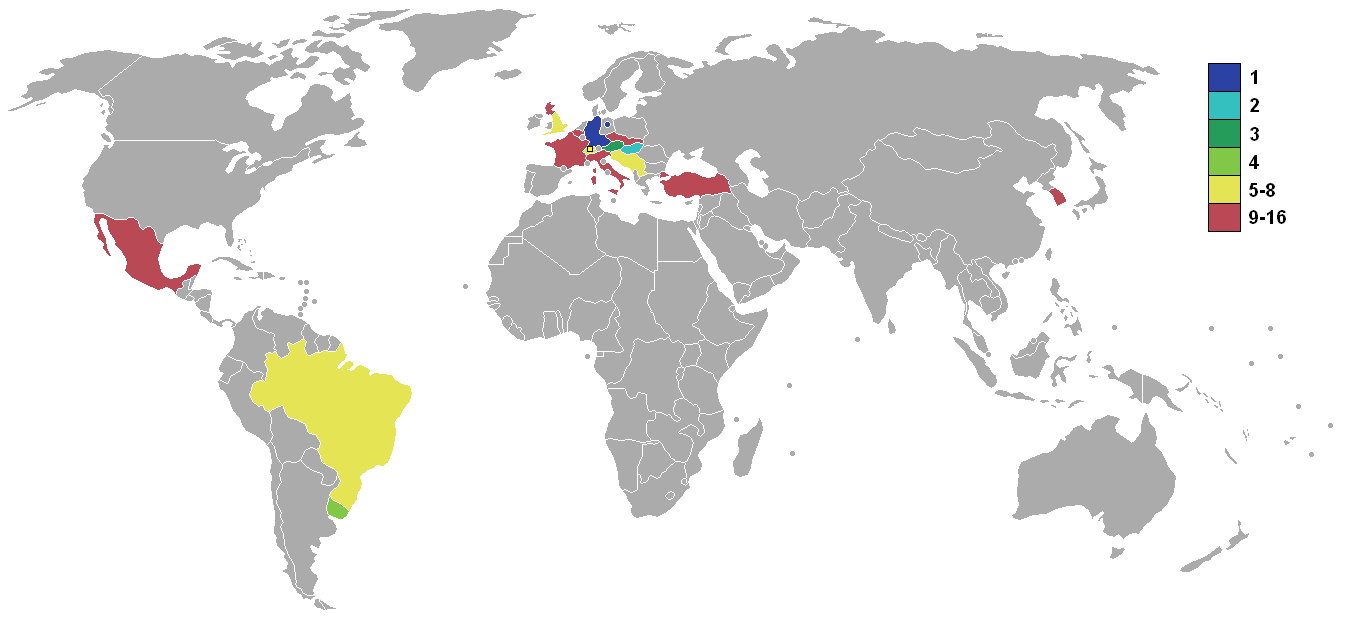
Mapa según los resultados de 1954.

La Copa Mundial de la FIFA Suiza 1954 fue la quinta edición de la Copa Mundial de Fútbol, realizada en Suiza, entre el 16 de junio y el 4 de julio de 1954. Así, la Copa Mundial regresó a Europa, donde Suiza fue elegida sede por ser la única nación con la infraestructura requerida para el evento.
El mundial contó con la participación de 16 selecciones nacionales, las cuales fueron divididas en 4 grupos de 4. También marca el inicio del estrecho vínculo con la televisión, al ser el primer evento en ser transmitido a por lo menos 8 países de Europa. El partido por la gran final se disputó entre Hungría y Alemania Federal. En el llamado «Milagro de Berna», los alemanes derrotaron a los favoritos húngaros por 3:2 y se coronaron campeones por primera vez de la Copa Mundial. El balón oficial fue Swiss World Champion, fabricado por una compañía local.

## Antecedentes

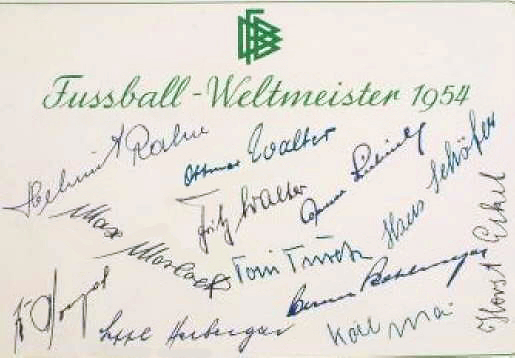
Carta firmada por el entrenador Sepp Herberger y los 11 futbolistas alemanes que jugaron la final.

Los devastadores efectos de la Segunda Guerra Mundial aún se percibían en el mundo del fútbol. Originalmente, Suiza había sido elegida como sede para el torneo a realizarse en 1949, el cual fue posteriormente modificado para ser celebrado en Brasil en 1950. Suiza, a pesar de no haber sido dañado por la guerra (se mantuvo neutral) y de tener una pujante economía, no tenía los estadios necesarios como para organizar un evento en 1949 por lo que fue designada para celebrar el torneo de 1954, el que contaba además con el añadido de ser la celebración de los cincuenta años de la FIFA, cuyas oficinas centrales están en Zúrich, una de las principales ciudades del país alpino.
Alemania pudo volver a competir en la Copa Mundial tras la prohibición en Brasil 1950. Sin embargo, debido a los cambios políticos que sufrió el país se presentaron dos selecciones del antiguo territorio: Alemania Occidental, sucesor de la antigua selección germana, y el pequeño protectorado semiindependiente del Sarre, el que sobreviviría un par de años y solo participaría en este torneo. Alemania Democrática no se presentaría a una fase clasificatoria hasta cuatro años más tarde. Por primera vez también se realizó una efectiva eliminatoria en Asia (donde se clasificó Corea del Sur) y en Sudamérica, ya que en los torneos anteriores, los equipos de dicho subcontinente se habían clasificado gracias a invitaciones o retiradas de sus adversarios.

## Países participantes
Artículo principal: Equipos participantes en la Copa Mundial de Fútbol de 1954.
En cursiva, los debutantes en la Copa Mundial de Fútbol. El proceso clasificatorio está disponible en Clasificación para la Copa Mundial de Fútbol de 1954.
| Equipos participantes | Equipos participantes | Equipos participantes | Equipos participantes |
| --------------------- | --------------------- | --------------------- | --------------------- |
| Alemania Federal 1    | Checoslovaquia        | Hungría               | Suiza                 |
| Austria               | Corea del Sur         | Inglaterra            | Turquía               |
| Bélgica               | Escocia               | Italia                | Uruguay               |
| Brasil                | Francia               | México                | Yugoslavia            |

### Sorteo
| Bombo 1                                                                                           | Bombo 2                                        | Bombo 3                               | Bombo 4                              |
| ------------------------------------------------------------------------------------------------- | ---------------------------------------------- | ------------------------------------- | ------------------------------------ |
| Suiza (Anfitrión) Uruguay (Campeón defensor) Brasil (Vicecampeón) Hungría (Campeón Olímpico 1952) | Alemania Federal Austria Inglaterra Yugoslavia | Checoslovaquia Francia Italia Turquía | Bélgica Corea del Sur Escocia México |

## Sedes
Seis sedes en seis ciudades albergaron los 26 partidos del torneo. El estadio más utilizado fue el estadio St. Jakob de Basilea, que acogió 6 partidos y fue construido para la Copa del Mundo por 3 millones CHF. Las sedes de Berna, Zúrich y Lausana acogieron 5 partidos cada una, la sede de Ginebra acogió 4 partidos y la sede de Lugano acogió solo un partido.
| Berna                                        | Basilea             | Lausanne                       |
| -------------------------------------------- | ------------------- | ------------------------------ |
| Wankdorf Stadium                             | St. Jakob Stadium   | Stade Olympique de la Pontaise |
| Capacidad: 64,600                            | Capacidad: 54,800   | Capacidad: 50,300              |
|                                              |                     |                                |
| Ginebra Basilea Berna Zürich Lausanne Lugano |                     |                                |
| Ginebra                                      | Lugano              | Zürich                         |
| Stade des Charmilles                         | Stadio di Cornaredo | Hardturm-Stadion               |
| Capacidad: 35,997                            | Capacidad: 35,800   | Capacidad: 34,800              |
|                                              |                     |                                |

## Árbitros
| - Raymon Wyssling - Benjamin Griffiths - Charlie Faultless - Manuel Asensi - José Vieira da Costa - Raymond Vincenti - William Ling - Esteban Marino | - Arthur Ellis - Laurent Franken - Vincenzo Orlandini - Vasa Stefanovic - Mário Vianna - Emil Schmetzer - Carl Erich Steiner - István Zsolt |

## Primera fase
En el campeonato de 1954 se usó un formato único. Los dieciséis equipos clasificados se dividieron en cuatro grupos de cuatro equipos cada uno. En cada grupo se designaron «a dedo» dos cabezas de serie, que fueron Brasil, Uruguay, Hungría, Inglaterra, Italia, Austria, Francia y Turquía (curiosamente, la selección anfitriona no fue cabeza de serie). Solo se programaron cuatro partidos para cada grupo, enfrentando a un cabeza de serie contra un equipo que no lo era. De esta forma, los cabeza de serie no se enfrentaron entre sí, ni tampoco los equipos que no eran cabeza de serie.
Otra singularidad fue que se jugó tiempo extra, que en la mayoría de los torneos no se emplea en la fase de grupos, si había empate después de 90 minutos, y el resultado final del partido sería empate si este persistía después de los 120 minutos.
Cada victoria puntúa con dos puntos y cada empate con uno. Los dos equipos con más puntos pasaron a la siguiente fase; en caso de empate a puntos no se tenía en cuenta la diferencia de goles, sino que se disputaba un partido de desempate. Si los dos primeros equipos, el primero y el segundo de cada grupo empataban a puntos, se hacía un sorteo para ver quién era el ganador del grupo, mientras que para el segundo y tercero de cada grupo, se disputaba un partido de desempate.
El sistema propició que Yugoslavia y Brasil dejaran de atacarse para empatar y dejar fuera a Francia.
- Leyenda: Pts: Puntos; PJ: Partidos jugados; PG: Partidos ganados; PE: Partidos empatados; PP: Partidos perdidos; GF: Goles a favor; GC: Goles en contra; Dif: Diferencia de goles;

### Grupo 1
| Equipo     | Pts | PJ | PG | PE | PP | GF | GC | Dif |
| ---------- | --- | -- | -- | -- | -- | -- | -- | --- |
| Brasil     | 3   | 2  | 1  | 1  | 0  | 6  | 1  | 5   |
| Yugoslavia | 3   | 2  | 1  | 1  | 0  | 2  | 1  | 1   |
| Francia    | 2   | 2  | 1  | 0  | 1  | 3  | 3  | 0   |
| México     | 0   | 2  | 0  | 0  | 2  | 2  | 8  | –6  |

| 16 de junio de 1954, 18:00 | Yugoslavia      | 1:0 (1:0) | Francia | Stade de La Pontaise, Lausana                                |                                                              |
|                            | Milutinovic 15' | Reporte   |         | Asistencia: 16.000 espectadores Árbitro(s): Mervyn Griffiths | Asistencia: 16.000 espectadores Árbitro(s): Mervyn Griffiths |

| 16 de junio de 1954, 18:00                      | Brasil                                                 | 5:0 (4:0) | México | Stade des Charmilles, Ginebra                                |                                                              |
|                                                 | Baltazar 23' · Didí 29' · Pinga 34', 42' · Julinho 80' | Reporte   |        | Asistencia: 13.000 espectadores Árbitro(s): Raymond Wyssling | Asistencia: 13.000 espectadores Árbitro(s): Raymond Wyssling |
| Brasil estrena su nueva camiseta verdeamarelha. |                                                        |           |        |                                                              |                                                              |

| 19 de junio de 1954, 17:00 | Brasil   | 1:1 (1:1, 0:0) (t. s.) | Yugoslavia | Stade de La Pontaise, Lausana                                |                                                              |
|                            | Didí 69' | Reporte                | Zebec 48'  | Asistencia: 21.000 espectadores Árbitro(s): Edward Faultless | Asistencia: 21.000 espectadores Árbitro(s): Edward Faultless |

| 19 de junio de 1954, 17:10 | Francia                                             | 3:2 (1:0) | México                      | Stade des Charmilles, Ginebra                             |                                                           |
|                            | Vincent 19' · Cárdenas 49' (a.g.) · Kopa 88' (pen.) | Reporte   | Lamadrid 54' · Balcázar 85' | Asistencia: 19.000 espectadores Árbitro(s): Manuel Asensi | Asistencia: 19.000 espectadores Árbitro(s): Manuel Asensi |

### Grupo 2
| Equipo           | Pts | PJ | PG | PE | PP | GF | GC | Dif |
| ---------------- | --- | -- | -- | -- | -- | -- | -- | --- |
| Hungría          | 4   | 2  | 2  | 0  | 0  | 17 | 3  | 14  |
| Alemania Federal | 2   | 2  | 1  | 0  | 1  | 7  | 9  | –2  |
| Turquía          | 2   | 2  | 1  | 0  | 1  | 8  | 4  | 4   |
| Corea del Sur    | 0   | 2  | 0  | 0  | 2  | 0  | 16 | –16 |

| 17 de junio de 1954, 18:00 | Alemania Federal                                      | 4:1 (1:1) | Turquía  | Wankdorfstadion, Berna                                           |                                                                  |
|                            | Schaefer 3' · Klodt 62' · O. Walter 70' · Morlock 84' | Reporte   | Suat 39' | Asistencia: 39.000 espectadores Árbitro(s): José da Costa Vieira | Asistencia: 39.000 espectadores Árbitro(s): José da Costa Vieira |

| 17 de junio de 1954, 18:00 | Hungría                                                                            | 9:0 (4:0) | Corea del Sur | Hardturm-Stadion, Zúrich                                     |                                                              |
|                            | Puskás 3', 89' · Lantos 15' · Kocsis 24', 36', 50' · Czibor 45' · Palotas 69', 75' | Reporte   |               | Asistencia: 18.000 espectadores Árbitro(s): Raymond Vincenti | Asistencia: 18.000 espectadores Árbitro(s): Raymond Vincenti |

| 20 de junio de 1954, 16:50                                                                         | Hungría                                                               | 8:3 (3:1) | Alemania Federal                    | St. Jakob Stadion, Basilea                               |                                                          |
| | Kocsis 3', 21', 69', 78' · Puskás 17' · Hidegkuti 52', 54' · Toth 75' | Reporte   | Pfaff 25' · Rahn 77' · Herrmann 84' | Asistencia: 65.000 espectadores Árbitro(s): William Ling | Asistencia: 65.000 espectadores Árbitro(s): William Ling |
| Sandor Kocsis es el tercer jugador en anotar 4 goles; y el primero en anotarle 4 goles a Alemania. |                                                                       |           |                                     |                                                          |                                                          |

| 20 de junio de 1954, 17:00 | Turquía                                                      | 7:0 (4:0) | Corea del Sur | Stade des Charmilles, Ginebra                             |                                                           |
|                            | Suat 10', 30' · Lefter 24' · Burhan 37', 64', 80' · Erol 76' | Reporte   |               | Asistencia: 3.000 espectadores Árbitro(s): Esteban Marino | Asistencia: 3.000 espectadores Árbitro(s): Esteban Marino |

#### Desempate
| 23 de junio de 1954, 18:00 | Alemania Federal                                                         | 7:2 (3:1) | Turquía                | Hardturm-Stadion, Zúrich                                     |                                                              |
|                            | O. Walter 7' · Schaefer 12', 87' · Morlock 30', 45', 80' · F. Walter 62' | Reporte   | Erton 21' · Lefter 75' | Asistencia: 18.000 espectadores Árbitro(s): Raymond Vincenti | Asistencia: 18.000 espectadores Árbitro(s): Raymond Vincenti |

### Grupo 3
| Equipo         | Pts | PJ | PG | PE | PP | GF | GC | Dif |
| -------------- | --- | -- | -- | -- | -- | -- | -- | --- |
| Uruguay        | 4   | 2  | 2  | 0  | 0  | 9  | 0  | 9   |
| Austria        | 4   | 2  | 2  | 0  | 0  | 6  | 0  | 6   |
| Checoslovaquia | 0   | 2  | 0  | 0  | 2  | 0  | 7  | –7  |
| Escocia        | 0   | 2  | 0  | 0  | 2  | 0  | 8  | –8  |

| 16 de junio de 1954, 18:00 | Austria    | 1:0 (1:0) | Escocia | Hardturm-Stadion, Zúrich                                    |                                                             |
|                            | Probst 43' | Reporte   |         | Asistencia: 30.000 espectadores Árbitro(s): Laurent Franken | Asistencia: 30.000 espectadores Árbitro(s): Laurent Franken |

| 16 de junio de 1954, 18:00 | Uruguay                     | 2:0 (0:0) | Checoslovaquia | Wankdorfstadion, Berna                                   |                                                          |
|                            | Míguez 72' · Schiaffino 81' | Reporte   |                | Asistencia: 20.500 espectadores Árbitro(s): Arthur Ellis | Asistencia: 20.500 espectadores Árbitro(s): Arthur Ellis |

| 19 de junio de 1954, 16:50 | Uruguay                                                   | 7:0 (2:0) | Escocia | St. Jakob Stadion, Basilea                                    |                                                               |
|                            | Borges 17', 47', 57' · Míguez 30', 83' · Abbadie 54', 85' | Reporte   |         | Asistencia: 43.000 espectadores Árbitro(s): Vicenzo Orlandini | Asistencia: 43.000 espectadores Árbitro(s): Vicenzo Orlandini |

| 19 de junio de 1954, 17:00 | Austria                                  | 5:0 (4:0) | Checoslovaquia | Hardturm-Stadion, Zúrich                                    |                                                             |
|                            | Stojaspal 3', 80' · Probst 25', 31', 44' | Reporte   |                | Asistencia: 25.000 espectadores Árbitro(s): Vasa Stefanovic | Asistencia: 25.000 espectadores Árbitro(s): Vasa Stefanovic |

### Grupo 4
| Equipo     | Pts | PJ | PG | PE | PP | GF | GC | Dif |
| ---------- | --- | -- | -- | -- | -- | -- | -- | --- |
| Inglaterra | 3   | 2  | 1  | 1  | 0  | 6  | 4  | 2   |
| Suiza      | 2   | 2  | 1  | 0  | 1  | 2  | 3  | –1  |
| Italia     | 2   | 2  | 1  | 0  | 1  | 5  | 3  | 2   |
| Bélgica    | 1   | 2  | 0  | 1  | 1  | 5  | 8  | –3  |

| 17 de junio de 1954, 17:50 | Suiza                   | 2:1 (1:1) | Italia        | Stade de La Pontaise, Lausana                           |                                                         |
|                            | Ballaman 18' · Hügi 78' | Reporte   | Boniperti 44' | Asistencia: 43.000 espectadores Árbitro(s): Mario Viana | Asistencia: 43.000 espectadores Árbitro(s): Mario Viana |

| 17 de junio de 1954, 18:10 | Inglaterra                            | 4:4 (3:3, 2:1) (t. s.) | Bélgica                                            | St. Jakob Stadion, Basilea                                 |                                                            |
|                            | Broadis 26', 63' · Lofthouse 36', 91' | Reporte                | Anoul 5', 71' · Coppens 67' · Dickinson 94' (a.g.) | Asistencia: 40.000 espectadores Árbitro(s): Emil Schmetzer | Asistencia: 40.000 espectadores Árbitro(s): Emil Schmetzer |

| 20 de junio de 1954, 17:00 | Italia                                                         | 4:1 (1:0) | Bélgica   | Stadio Comunale di Cornaredo, Lugano                           |                                                                |
|                            | Pandolfini 44' (pen.) · Galli 48' · Frignani 58' · Lorenzi 78' | Reporte   | Anoul 81' | Asistencia: 26.000 espectadores Árbitro(s): Carl Erich Steiner | Asistencia: 26.000 espectadores Árbitro(s): Carl Erich Steiner |

| 20 de junio de 1954, 17:10 | Inglaterra              | 2:0 (1:0) | Suiza | Wankdorfstadion, Berna                                   |                                                          |
|                            | Mullen 43' · Wishaw 69' | Reporte   |       | Asistencia: 50.000 espectadores Árbitro(s): Istvan Zsolt | Asistencia: 50.000 espectadores Árbitro(s): Istvan Zsolt |

#### Desempate
| 23 de junio de 1954, 18:00 | Suiza                                     | 4:1 (1:0) | Italia    | St. Jakob Stadion, Basilea                                     |                                                                |
|                            | Hügi 14', 85' · Ballaman 48' · Fatton 90' | Reporte   | Nesti 67' | Asistencia: 30.000 espectadores Árbitro(s): Benjamin Griffiths | Asistencia: 30.000 espectadores Árbitro(s): Benjamin Griffiths |

## Segunda fase
|  | Cuartos de final      | Cuartos de final      |                       |   | Semifinales                  | Semifinales                  |  |  | Final | Final |
|  |                       |                       |                       |   |                              |                              |  |  |       |       |
|  | 27 de junio − Berna   |                       |                       |   |                              |                              |  |  |       |       |
|  |                       |                       |                       |   |                              |                              |  |  |       |       |
|  | Hungría               | 4                     |                       |   |                              |                              |  |  |       |       |
|  | Hungría               | 4                     | 30 de junio − Lausana |   |                              |                              |  |  |       |       |
|  | Brasil                | 2                     |                       |   |                              |                              |  |  |       |       |
|  | Brasil                | 2                     | Hungría (t.s.)        | 4 |                              |                              |  |  |       |       |
|  | 26 de junio − Basilea |                       | Hungría (t.s.)        | 4 |                              |                              |  |  |       |       |
|  |                       | Uruguay               | 2                     |   |                              |                              |  |  |       |       |
|  | Uruguay               | Uruguay               | 2                     | 4 |                              |                              |  |  |       |       |
|  | Uruguay               |                       | 4 de julio − Berna    | 4 |                              |                              |  |  |       |       |
|  | Inglaterra            | 2                     |                       |   |                              |                              |  |  |       |       |
|  | Inglaterra            | 2                     | Hungría               | 2 |                              |                              |  |  |       |       |
|  | 27 de junio − Ginebra |                       | Hungría               | 2 |                              |                              |  |  |       |       |
|  |                       | Alemania Federal      | 3                     |   |                              |                              |  |  |       |       |
|  | Alemania Federal      | Alemania Federal      | 3                     | 2 |                              |                              |  |  |       |       |
|  | Alemania Federal      | 30 de junio − Basilea |                       | 2 |                              |                              |  |  |       |       |
|  | Yugoslavia            | 0                     |                       |   |                              |                              |  |  |       |       |
|  | Yugoslavia            | 0                     | Alemania Federal      | 6 |                              |                              |  |  |       |       |
|  | 26 de junio − Lausana |                       | Alemania Federal      | 6 |                              |                              |  |  |       |       |
|  |                       | Austria               | 1                     |   | Partido por el tercer puesto | Partido por el tercer puesto |  |  |       |       |
|  | Austria               | Austria               | 1                     | 7 | Partido por el tercer puesto | Partido por el tercer puesto |  |  |       |       |
|  | Austria               |                       | 3 de julio − Zúrich   | 7 |                              |                              |  |  |       |       |
|  | Suiza                 | 5                     |                       |   |                              |                              |  |  |       |       |
|  | Suiza                 | 5                     | Uruguay               | 1 |                              |                              |  |  |       |       |
|  |                       |                       |                       |   |                              |                              |  |  |       |       |
|  | Austria               | 3                     |                       |   |                              |                              |  |  |       |       |
|  | Austria               | 3                     |                       |   |                              |                              |  |  |       |       |

### Cuartos de final
| 26 de junio de 1954, 17:00                                        | Austria                                                          | 7:5 (5:4) | Suiza                                  | Stade de La Pontaise, Lausana                                |                                                              |
|                                                                   | Wagner 25', 27', 53' · Körner 26', 34' · Ocwirk 32' · Probst 86' | Reporte   | Ballaman 16', 39' · Hügi 17', 19', 58' | Asistencia: 31.000 espectadores Árbitro(s): Edward Faultless | Asistencia: 31.000 espectadores Árbitro(s): Edward Faultless |
| Este es el partido con más goles en la historia de los Mundiales. |                                                                  |           |                                        |                                                              |                                                              |

| 26 de junio de 1954, 17:00 | Uruguay                                               | 4:2 (2:1) | Inglaterra                 | St. Jakob Stadion, Basilea                                |                                                           |
|                            | Borges 5' · Varela 44' · Schiaffino 47' · Ambrois 78' | Reporte   | Lofthouse 16' · Finney 67' | Asistencia: 50.000 espectadores Árbitro(s): Erich Steiner | Asistencia: 50.000 espectadores Árbitro(s): Erich Steiner |

| 27 de junio de 1954, 17:00                                                                              | Hungría                                           | 4:2 (2:1) | Brasil                          | Wankdorfstadion, Berna                                   |                                                          |
| | Hidegkuti 4' · Kocsis 7', 88' · Lantos 60' (pen.) | Reporte   | Santos 18' (pen.) · Julinho 65' | Asistencia: 40.000 espectadores Árbitro(s): Arthur Ellis | Asistencia: 40.000 espectadores Árbitro(s): Arthur Ellis |
| El partido entre Hungría y Brasil fue una verdadera pelea en la que fue denominada la Batalla de Berna. |                                                   |           |                                 |                                                          |                                                          |

| 27 de junio de 1954, 17:00 | Alemania Federal            | 2:0 (1:0) | Yugoslavia | Stade des Charmilles, Ginebra                            |                                                          |
|                            | Horvat 9' (a.g.) · Rahn 85' | Reporte   |            | Asistencia: 17.000 espectadores Árbitro(s): Istvan Zsolt | Asistencia: 17.000 espectadores Árbitro(s): Istvan Zsolt |

### Semifinales
| 30 de junio de 1954, 18:00 | Hungría                                        | 4:2 (2:2, 1:0) (t. s.) | Uruguay          | Stade de La Pontaise, Lausana                                |                                                              |
| | Czibor 12' · Hidegkuti 47' · Kocsis 109', 116' | Reporte                | Hohberg 75', 86' | Asistencia: 37.000 espectadores Árbitro(s): Mervyn Griffiths | Asistencia: 37.000 espectadores Árbitro(s): Mervyn Griffiths |
| Primera derrota de Uruguay en Mundiales. Juan Eduardo Hohberg falleció legalmente al convertir el segundo gol para Uruguay, donde consiguieron que resucitara. |                                                |                        |                  |                                                              |                                                              |

| 30 de junio de 1954, 18:00 | Alemania Federal                                                                  | 6:1 (1:0) | Austria    | St. Jakob Stadion, Basilea                                     |                                                                |
|                            | Schaefer 31' · Morlock 47' · F. Walter 54' (pen.) 64' (pen.) · O. Walter 61', 89' | Reporte   | Probst 51' | Asistencia: 58.000 espectadores Árbitro(s): Vincenzo Orlandini | Asistencia: 58.000 espectadores Árbitro(s): Vincenzo Orlandini |

### Tercer lugar
| 3 de julio de 1954, 17:00 | Austria                                             | 3:1 (1:1) | Uruguay     | Hardturm-Stadion, Zúrich                                    |                                                             |
|                           | Stojaspal 16' (pen.) · Cruz 59' (a.g.) · Ocwirk 89' | Reporte   | Hohberg 22' | Asistencia: 35.000 espectadores Árbitro(s): Raymon Wyssling | Asistencia: 35.000 espectadores Árbitro(s): Raymon Wyssling |

| AUSTRIA              | URUGUAY                    |
| -------------------- | -------------------------- |
| 1 Kurt Schmied       | 1 Roque Máspoli            |
| 2 Gerhard Hanappi    | 2 José Santamaría          |
| 4 Leopold Barschandt | 3 William Martínez         |
| 5 Ernst Ocwirk       | 4 Víctor Andrade           |
| 13 Walter Kollmann   | 16 Néstor Carballo         |
| 6 Karl Koller        | 17 Luis Cruz               |
| 7 Robert Koerner     | 7 Julio Abbadie            |
| 9 Theodor Wagner     | 8 Juan Hohberg             |
| 11 Ernst Stojaspal   | 20 Omar Méndez             |
| 10 Erich Probst      | 10 Juan Alberto Schiaffino |
| 19 Robert Dienst     | 11 Carlos Borges           |
| DT Walter Nausch     | DT Juan López Fontana      |

### Final
| 4 de julio de 1954, 17:00 | Alemania Federal            | 3:2 (2:2) | Hungría               | Wankdorfstadion, Berna                                   |                                                          |
| | Morlock 10' · Rahn 18', 84' | Reporte   | Puskás 6' · Czibor 8' | Asistencia: 60.000 espectadores Árbitro(s): William Ling | Asistencia: 60.000 espectadores Árbitro(s): William Ling |
| Este partido es conocido en Alemania como Milagro de Berna. Alemania Federal es el primer equipo que se proclama campeón habiendo perdido un encuentro (precisamente ante Hungría) y siendo segunda en su grupo. |                             |           |                       |                                                          |                                                          |

|                                      |
| Bandera de Alemania                  |
| Campeón Alemania Federal 1.er título |

## Estadísticas
| Equipo | Equipo           | Pts | PJ | PG | PE | PP | GF | GC | Dif | Rend   |
| ------ | ---------------- | --- | -- | -- | -- | -- | -- | -- | --- | ------ |
| 1      | Alemania Federal | 10  | 6  | 5  | 0  | 1  | 25 | 14 | +11 | 83,3 % |
| 2      | Hungría          | 8   | 5  | 4  | 0  | 1  | 27 | 10 | +17 | 80,0 % |
| 3      | Austria          | 8   | 5  | 4  | 0  | 1  | 17 | 12 | +5  | 80,0 % |
| 4      | Uruguay          | 6   | 5  | 3  | 0  | 2  | 16 | 9  | +7  | 60,0 % |
| 5      | Suiza            | 4   | 4  | 2  | 0  | 2  | 11 | 11 | 0   | 50,0 % |
| 6      | Brasil           | 3   | 3  | 1  | 1  | 1  | 8  | 5  | +3  | 50,0 % |
| 7      | Inglaterra       | 3   | 3  | 1  | 1  | 1  | 8  | 8  | 0   | 50,0 % |
| 8      | Yugoslavia       | 3   | 3  | 1  | 1  | 1  | 2  | 3  | –1  | 50,0 % |
| 9      | Francia          | 2   | 2  | 1  | 0  | 1  | 3  | 3  | 0   | 50,0 % |
| 10     | Turquía          | 2   | 3  | 1  | 0  | 2  | 10 | 11 | –1  | 33,3 % |
| 11     | Italia           | 2   | 3  | 1  | 0  | 2  | 6  | 7  | –1  | 33,3 % |
| 12     | Bélgica          | 1   | 2  | 0  | 1  | 1  | 5  | 8  | –3  | 25,0 % |
| 13     | México           | 0   | 2  | 0  | 0  | 2  | 2  | 8  | –6  | 0,0 %  |
| 14     | Checoslovaquia   | 0   | 2  | 0  | 0  | 2  | 0  | 7  | –7  | 0,0 %  |
| 15     | Escocia          | 0   | 2  | 0  | 0  | 2  | 0  | 8  | –8  | 0,0 %  |
| 16     | Corea del Sur    | 0   | 2  | 0  | 0  | 2  | 0  | 16 | –16 | 0,0 %  |

## Goleadores
| Jugador              | Selección        | Goles |
| -------------------- | ---------------- | ----- |
| Sándor Kocsis        | Hungría          | 11    |
| Josef Hügi           | Suiza            | 6     |
| Erich Probst         | Austria          | 6     |
| Max Morlock          | Alemania Federal | 6     |
| Carlos Borges        | Uruguay          | 4     |
| Helmut Rahn          | Alemania Federal | 4     |
| Nándor Hidegkuti     | Hungría          | 4     |
| Hans Schaefer        | Alemania Federal | 4     |
| Ferenc Puskás        | Hungría          | 4     |
| Robert Ballaman      | Suiza            | 4     |
| Ottmar Walter        | Alemania Federal | 4     |
| Juan Eduardo Hohberg | Uruguay          | 3     |
| Zoltán Czibor        | Hungría          | 3     |
| Sargun Burhan        | Turquía          | 3     |
| Leopold Anoul        | Bélgica          | 3     |
| Nathaniel Lofthouse  | Inglaterra       | 3     |
| Oscar Míguez         | Uruguay          | 3     |
| Ernst Stojaspal      | Austria          | 3     |
| Mamat Suat           | Turquía          | 3     |
| Theodor Wagner       | Austria          | 3     |
| Fritz Walter         | Alemania Federal | 3     |